# الدوري السعودي للمحترفين 2018–19
الدوري السعودي للمحترفين 2018–19 (رسمياً كأس دوري كأس الأمير محمد بن سلمان هو الموسم الـ43 من الدوري السعودي للمحترفين، وهو أعلى مسابقة دوري للأندية السعودية في كرة القدم، منذ انطلاقته الفعلية في عام 1976، قرر الاتحاد السعودي لكرة القدم زيادة عدد فرق دوري المحترفين، إلى 16 فريقًا،  تحت مسمى كأس دوري الأمير محمد بن سلمان على النسخة الحالية من الدوري السعودي للمحترفين وبصورة استثنائية لهذا الموسم الرياضي تقديراً وعرفاناً للدعم الكبير والتاريخي الذي وجدته الرياضة السعودية.
ستشهد الموسم الحالي مشاركة المنتخب الوطني في بطولة كأس أُمم آسيا التي ستقام في الإمارات يناير 2019، وغياب اللاعبين الدوليين عن أنديتهم حيث قرر الاتحاد السعودي لكرة القدم عدم توقف الدوري السعودي للنجوم أثناء إقامة البطولة القارية، ويهدف الاتحاد من هذا القرار لضمان عدم ضغط روزنامة المسابقات في الثلث الأخير من الموسم الكروي، في ظل إقامة بطولة كأس الملك ودوري أبطال آسيا، كما أن الاتحاد السعودي يرى أن زيادة عدد الأجانب إلى 8 (7 على أرض الملعب والثامن في دكة البدلاء) يسهم في دعم قرار عدم توقف المنافسات المحلية.

## الفرق

### الملاعب
ملاحظة : قوائم الجدول بالترتيب الأبجدي.
| الفريق                                                                       | المكان          | الملعب                                   | السعة  |
| ---------------------------------------------------------------------------- | --------------- | ---------------------------------------- | ------ |
| الأهلي                                                                       | جدة             | مدينة الملك عبد الله الرياضية            | 62٬000 |
| الباطن                                                                       | حفر الباطن      | ملعب نادي الباطن                         | 6٬000  |
| ملف:Flag green HEX-007500 green Hourse and red ball.png الاتفاق              | الدمام          | ملعب الأمير محمد بن فهد                  | 21٬701 |
| الفيصلي                                                                      | حرمة            | مدينة المجمعة الرياضية                   | 5٬200  |
| الفتح                                                                        | الأحساء         | ملعب الأمير عبد الله بن جلوي             | 19٬096 |
| الفيحاء                                                                      | المجمعة         | ملعب الملك سلمان الرياضي                 | 5٬200  |
| ملف:Blue-Red-Yellow circular icon Flag inside Dark-Blue Background.png الحزم | الرس            | ملعب نادي الحزم                          | 2٬800  |
| الهلال                                                                       | الرياض          | ملعب جامعة الملك سعود                    | 25٬000 |
| الاتحاد                                                                      | جدة             | مدينة الملك عبد الله الرياضية            | 62٬000 |
| النصر                                                                        | الرياض          | ملعب الملك فهد الدولي                    | 62٬685 |
| القادسية                                                                     | الخبر           | مدينة الأمير سعود بن جلوي الرياضية       | 11٬000 |
| الرائد                                                                       | بريدة           | مدينة الملك عبد الله الرياضية            | 23٬600 |
| الشباب                                                                       | الرياض          | ملعب الملك فهد الدولي                    | 62٬685 |
| ملف:Gold Bord with Garded Blue background with golden stars.png التعاون      | بريدة           | مدينة الملك عبد الله الرياضية            | 23٬600 |
| الوحدة                                                                       | مكة             | ملعب الملك عبد العزيز                    | 33٬195 |
| أحد                                                                          | المدينة المنورة | مدينة الأمير محمد بن عبد العزيز الرياضية | 24٬000 |

### الأشخاص والأقمصة
| الفريق                                                                       | المدرب               | الكابتن       | صانع القميص | راعي القميص                                                                                            |
| ---------------------------------------------------------------------------- | -------------------- | ------------- | ----------- | --- |
| الأهلي                                                                       | بابلو جويدي          | تيسير الجاسم  | أمبرو       | الخطوط السعودية، Boga3                                                                                 |
| الباطن                                                                       | سيبريان بانيت        | نايف عيسى     | جيفوفا      | Al-Fowzan ProMan, Al Shallal Raya Hotel1, Boga1, Al Maali Hospital2                                    |
| ملف:Flag green HEX-007500 green Hourse and red ball.png الاتفاق              | ليوناردو راموس       | رايس مبولحي   | كبا         | هيونداي موتور، Kanaf, Sahara Net1, Almana General Hospital1, Innosoft2,APSCO Mobil 12                  |
| الفيصلي                                                                      | ميركيا ريدنيك        | عمر عبدالعزيز | جوما        | الدريس، Al Riyadh Travel & Tourism, Roco, Shmagh Albassam1, Hayat3, PhysioTrio3                        |
| الفتح                                                                        | فتحي الجبال          | محمد الفهيد   | Romai       | Al Kifah1, AlMoosa Hospital1                                                                           |
| الفيحاء                                                                      | جوستافو كوستاس       | سامي الخيبري  | Macron      | هرفي، The Fourth Triangle, Shmagh Al-Bassam1, Kooz Karak1, Ghaya2, Enmaar2, PhysioTrio3                |
| ملف:Blue-Red-Yellow circular icon Flag inside Dark-Blue Background.png الحزم | دانيال اسيويلو       | خالد البركة   | ProIcon     | Cabrito                                                                                                |
| الهلال                                                                       | جورجي جيسوس          | محمد الشلهوب  | نايكي       | فولكس فاجن، Abdul Samad Al Qurashi1, Sun & Sand Sports1, Jawwy from شركة الاتصالات السعودية2, Mobil 12 |
| الاتحاد                                                                      | رامون دياز           | عدنان فلاته   | جوما        | بريدجستون، Unionaire1, Mobil 12                                                                        |
| النصر                                                                        | جوزيه دانيال كارينيو | إبراهيم غالب  | نيو بالانس  | |
| القادسية                                                                     | ألكسندر ستانوفيتش    | إلتون خوزيه   | Offside     | GREE, Almana General Hospital, Al Asasyah1                                                             |
| الرائد                                                                       | ألكسندر إيليش        | يحيى المسلم   | Hattrick    | Hana, AlMosa Group, Al-Qassim National Hospital1                                                       |
| الشباب                                                                       | ماريوس سوموديكا      | ناصر الشمراني | جوما        | Moya                                                                                                   |
| ملف:Gold Bord with Garded Blue background with golden stars.png التعاون      | بيدرو ايمانويل       | يُحدد لاحقاً    | Mafro       | Shmagh Al-Bassam1                                                                                      |
| الوحدة                                                                       | فابيو كاريل          | وليد محبوب    | أديداس      | Boga, Makkah Chamber of Commerce                                                                       |
| أحد                                                                          | فرانسيسكو أرسي       | عبده بسيسي    | ProIcon     | Mozn, Al Safeer Thobe1, FrawLaty3                                                                      |

### التغييرات الإدارية
| الفريق   | المدرب المغادر    | طريقة المغادرة                   | تاريخ المغادرة | المركز في الجدول | المدرب الجديد        | تاريخ التعيين |
| -------- | ----------------- | -------------------------------- | -------------- | ---------------- | -------------------- | ------------- |
| الاتفاق  | سعد الشهري        | وقع مع منتخب السعودية تحت 23 سنة | 13 أبريل 2018  | قبل بداية الموسم | ليوناردو راموس       | 23 مايو 2018  |
| الهلال   | خوان براون        | انتهت الفترة الانتقالية          | 13 أبريل 2018  | قبل بداية الموسم | جورجي جيسوس          | 5 يونيو 2018  |
| النصر    | كرونوسلاف يورشيتش | أنتهى العقد                      | 13 أبريل 2018  | قبل بداية الموسم | جوزيه دانيال كارينيو | 14 أبريل 2018 |
| القادسية | بندر باصريح       | انتهت الفترة الانتقالية          | 13 أبريل 2018  | قبل بداية الموسم | ألكسندر ستانوفيتش    | 23 مايو 2018  |
| الشباب   | خالد القروني      | انتهت الفترة الانتقالية          | 13 أبريل 2018  | قبل بداية الموسم | ماريوس سوموديكا      | 14 يونيو 2018 |
| التعاون  | جوزيه غوميز       | استقال                           | 2 مايو 2018    | قبل بداية الموسم | بيدرو ايمانويل       | 7 مايو 2018   |
| أحد      | ساديو ديمبا       | أنتهى العقد                      | 3 مايو 2018    | قبل بداية الموسم | فرانسيسكو أرسي       | 9 يونيو 2018  |
| الحزم    | عبد الوهاب الحربي | أنتهى العقد                      | 5 مايو 2018    | قبل بداية الموسم | دانيال اسيويلو       | 8 يونيو 2018  |
| الوحدة   | جميل بلقاسم       | أنتهى العقد                      | 5 مايو 2018    | قبل بداية الموسم | فابيو كاريل          | 22 مايو 2018  |
| الأهلي   | فتحي الجبال       | انتهت الفترة الانتقالية          | 15 مايو 2018   | قبل بداية الموسم | بابلو جويدي          | 15 مايو 2018  |
| الاتحاد  | خوسيه لويس سييرا  | أنتهى العقد                      | 21 مايو 2018   | قبل بداية الموسم | رامون دياز           | 23 مايو 2018  |

### اللاعبون الأجانب
يقتصر عدد اللاعبين الأجانب على 7 لاعبين لكل فريق. في 7 يونيو، 2018، زاد الاتحاد السعودي عدد اللاعبين الأجانب من 7 إلى 8 لاعب.
يشير اسم اللاعبين بالخط الغامق إلى أن اللاعب مسجل خلال فترة الانتقالات في منتصف الموسم..

| النادي   | اللاعب الأول        | اللاعب الثاني               | اللاعب الثالث               | اللاعب الرابع              | اللاعب الخامس        | اللاعب السادس         | اللاعب السابع       | اللاعب الثامن      |
| -------- | ------------------- | --------------------------- | --------------------------- | -------------------------- | -------------------- | --------------------- | ------------------- | ------------------ |
| الأهلي   | جوزيف دي سوزا       | دجانيني                     | باولو دياز                  | عبد الله السعيد            | محمد عبد الشافي      | أليكسيس روانو ديلغادو | خوسيه مانويل خورادو | عمر السومة         |
| الباطن   | أدريانو فاشيني      | أندريس باراكا               | كريسان دا كروز              | جواو غابرييل فارينيلو روزا | لوكاس تاجليابيترا    | ميسايل رياسكوس        | جوهان أرانغو        | عزيز بوحدوز        |
| الاتفاق  | رايس مبولحي         | كريستيان خوانكا             | فارلي روزا                  | حسين السيد                 | فيليب كيس            | فخر الدين بن يوسف     | برايان أليمان       | رامون أرياس        |
| الفيصلي  | إيغور روسي برانكو   | لويزينهو                    | روجيريو كوتينيو             | دييغو كالديرون             | أنتي بوليتش          | فهد الأنصاري          | جوزيف أكبالا        | كاليم هايلاند      |
| الفتح    | إبراهيم الشنيحي     | محمد نعماني                 | جواو بيدرو                  | نزوزي توكو                 | ألخالي بانغورا       | عبد القادر الوسلاتي   | ماكسيم كوفال        | ماتياس آغوريغاري   |
| الفيحاء  | جوناثان دافيد غوميز | نالدو                       | أدملسون إستالين دياز باروس  | روني فرنانديز              | دانيلو أسبريلا       | كريستيان بونيا        | جون خايرو رويز      | ألكساندروس تزيوليس |
| الحزم    | مليك عسله           | غيلبرت ألفاريز              | فاغنر إيروني دابونتي        | مورالها                    | رودولفو دي ألميدا    | جون باجوي             | كارلوس فيرود        | يوسف قلفا          |
| الهلال   | إدواردو             | بافيتيمبي غوميس             | علي الحبسي                  | أندريه كاريو               | ألبرتو بوتيا         | عمر خربين             | عمر عبد الرحمن      | غيلمين ريفاس       |
| الاتحاد  | ماثيو جورمان        | جوناس جوميز دي سوزا         | رومارينيو                   | تياغو كارليتو              | فالديفيا             | كارلوس فيلانويفا      | كريم الأحمدي        | أليكساندر بيشيتش   |
| النصر    | براد جونز           | جوليانو دي باولا            | برونو أوفيني                | بيتروس                     | عبد الرزاق حمد الله  | نور الدين أمرابط      | أحمد موسى           | كريستيان راموس     |
| القادسية | ريس وليامز          | جاك دونكان                  | بيسمارك فيريرا              | إلتون خوزيه                | جورجي دي مورا خافيير | Yago                  | أبو بكر عمرو        | هيرفي غوي          |
| الرائد   | هشام بلقروي         | عز الدين دوخة               | ياسين الغناسي               | دانيال لوبيز أمورا         | محمد عطوة            | إسماعيل بانغورا       | فرحان حساني         | أحمد حمودان        |
| الشباب   | جمال بن العمري      | آرثور كايكي                 | إلسمي إولر سيلفا كافليكانتي | لويس أنطونيو               | صوماليا              | كونستانتين بوديسكو    | فاليريكا غامان      | فاروق بن مصطفى     |
| التعاون  | كاسيو دوس أنغوس     | جوناثان بينيتيز دي كونسيساو | ساندرو مانويل               | سيدريك أميسي               | لياندر تاومبا        | هيلدون راموس          | ريكاردو ماتشادو     | جهاد الحسين        |
| الوحدة   | أنسيلمو دي مورايس   | ريجيس أوغوستو               | جوزي فرناندو فيانا          | ماركوس جويلهيرمي           | ريناتو شافيز         | محمد عواد             | إيمري كولاك         | رومولو أوتيرو      |
| أحد      | إينيس سيبوفيتش      | لويز داليسون دي سوزا ألفيس  | Bruno Santana               | لوكاس ريبامار              | أدولف تيكو           | كارلوس أوهين          | زهير لعروبي         | تامر حاج محمد      |

## جدول الدوري
| م  | الفريق   | لعب | ف  | ت  | خ  | أ.له | أ.ع | أ.ف | نقاط | التأهل أو الهبوط                                                           |
| -- | -------- | --- | -- | -- | -- | ---- | --- | --- | ---- | -------------------------------------------------------------------------- |
| 1  | النصر    | 30  | 22 | 4  | 4  | 69   | 27  | +42 | 70   | التاهل لدور المجموعات في دوري أبطال آسيا 2020                              |
| 2  | الهلال   | 30  | 21 | 6  | 3  | 66   | 33  | +33 | 69   | التاهل لدور المجموعات في دوري أبطال آسيا 2020                              |
| 3  | التعاون  | 30  | 16 | 8  | 6  | 61   | 31  | +30 | 56   | التاهل لدور المجموعات في دوري أبطال آسيا 2020                              |
| 4  | الأهلي   | 30  | 17 | 4  | 9  | 68   | 41  | +27 | 55   | التأهل لمبارة الملحق الآسيوي المؤهلة لدور المجموعات لبطولة دوري أبطال آسيا |
| 5  | الشباب   | 30  | 15 | 9  | 6  | 39   | 25  | +14 | 54   |                                                                            |
| 6  | الفيصلي  | 30  | 12 | 7  | 11 | 51   | 47  | +4  | 43   |                                                                            |
| 7  | الوحدة   | 30  | 12 | 6  | 12 | 41   | 41  | 0   | 42   |                                                                            |
| 8  | الرائد   | 30  | 10 | 8  | 12 | 38   | 48  | −10 | 38   |                                                                            |
| 9  | الفتح    | 30  | 8  | 11 | 11 | 32   | 45  | −13 | 35   |                                                                            |
| 10 | الاتحاد  | 30  | 9  | 7  | 14 | 44   | 45  | −1  | 34   |                                                                            |
| 11 | الاتفاق  | 30  | 8  | 9  | 13 | 40   | 55  | −15 | 33   |                                                                            |
| 12 | الفيحاء  | 30  | 9  | 5  | 16 | 36   | 52  | −16 | 32   |                                                                            |
| 13 | الحزم    | 30  | 7  | 10 | 13 | 33   | 50  | −17 | 31   | مباراة ملحق الهبوط                                                         |
| 14 | القادسية | 30  | 8  | 4  | 18 | 34   | 51  | −17 | 28   | الهبوط إلى دوري الأمير محمد بن سلمان للدرجة الأولى                         |
| 15 | الباطن   | 30  | 7  | 4  | 19 | 29   | 53  | −24 | 25   | الهبوط إلى دوري الأمير محمد بن سلمان للدرجة الأولى                         |
| 16 | أحد      | 30  | 5  | 6  | 19 | 25   | 62  | −37 | 21   | الهبوط إلى دوري الأمير محمد بن سلمان للدرجة الأولى                         |

1. مجموع النقاط ; 2. أعلى فارق أهداف في كامل البطولة (ما له من أهداف ناقص ما عليه).
3. الفريق الأكثر تسجيلاً للأهداف في كامل البطولة. 4. الفريق الأعلى تصنيفاً في بطولة الموسم الماضي.

في حال تعادل فريقين أو أكثر بالنقاط في جميع البطولات المحلية يتم تحديد المركز النهائية في نهاية البطولة وفقاً للترتيب التنازلي:

1.أعلى عدد من النقاط في مبارة أو مباريات الفريقين أو الفرق المتعادلة فيما بينها;
 2. أعلى فارق أهداف (ما له من أهداف ناقص ما عليه) في مبارة أو مباريات الفريقين أو الفرق
المتعادلة فيما بينها (دون احتساب أفضلية التسجيل خارج الأرض);

3. الفريق الأكثر تسجيلاً للأهداف في مباراة أو مباريات الفريقين أو الفرق المتعادلة فيما بينها (دون احتساب أفضلية التسجيل خارج الأرض);
 4. في حال استمرار التعادل بين فريقين أو أكثر من الفرق المتعادلة بعد تطبيق الفقرات من 1 إلى 3 يتم إعادة تطبيق الفقرات من 1 إلى 3 من هذه المادة مرة أخرى فقط على مباريات الفريقين أو الفرق المتساوية.

5.أعلى فارق أهداف في كامل البطولة (ما له من أهداف ناقص ما عليه);
 6.الفريق الأكثر تسجيلاً للأهداف في كامل البطولة;
 7.إذا كانت الفرق المتعادلة فريقان وكانا سوياً على أرض الملعب في المباراة الأخيرة يتم لعب
شوطين إضافيين كمبارة جديدة (دون احتساب أفضلية التسجيل خارج الأرض) وفي حال التعادل في الأشواط الإضافية يتم لعب ضربات ترجيح.
 8.الأقل حصولاً على مجموع النقاط جراء حصول لاعبيه على البطاقات الصفراء والحمراء في مباريات البطولة. (بحيث يتم احتساب البطاقة الحمراء بثلاث نقاط والصفراء بنقطة واحدة).

## جوائز رابطة الدوري السعودي
وتم التصويت على المرشحين من قبل المدربين وقائدي أندية الدوري السعودي إلى جانب الإعلاميين الرياضيين، والجمهور، على أن يكون حجم تأثير كل فئة من المصوتين 25% من إجمالي عملية التصويت.
| الجائزة                  | اللاعب              | من نادي | المنافسين على الجائزة |
| ------------------------ | ------------------- | ------- | --- |
| جائزة أفضل الحذاء الذهبي | عبد الرزاق حمد الله | النصر   | حائز على الجائزة بانفراده بصدارة هدافي الدوري الأمير محمد ين سلمان للمحترفين برصيد 34 هدف                                                                                                |
| أفضل لاعب سعودي واعد     | متعب المفرج         | التعاون | - هارون كمارا (لاعب نادي القادسية) - حمدان الشمراني (لاعب نادي الفيصلي) - محمد المجحد (لاعب نادي الفتح) - متعب المفرج (لاعب نادي التعاون) - سعود عبد الحميد (لاعب نادي الاتحاد)          |
| جائزة أفضل لاعب سعودي    | محمد كنو            | الهلال  | - صالح الشهري (لاعب نادي الرائد) - عبد العزيز البيشي (لاعب نادي الاتحاد) - عبد الفتاح آدم (لاعب نادي التعاون) - محمد كنو (لاعب نادي الهلال) - سلطان الغنام (لاعب نادي النصر)             |
| جائزة القفاز الذهبي      | فاروق بن مصطفى      | الشباب  | - فاروق بن مصطفى (لاعب نادي الشباب) - كاسيو دوس أنغوس (لاعب نادي التعاون) - براد جونز (لاعب نادي النصر)                                                                                  |
| جائزة أفضل مدرب          | بيدرو مانويل        | التعاون | - روي فيتوريا (مدرب نادي النصر) - ماريوس سوموديكا (مدرب نادي الشباب) - بيسنيك هاسي (مدرب نادي الرائد) - بيدرو مانويل (مدرب نادي التعاون) - بريكليس شاموسكا (مدرب نادي الفيصلي)           |
| جائزة أفضل لاعب          | عبد الرزاق حمد الله | النصر   | - عبد الرزاق حمد الله (لاعب نادي النصر) - لياندر تاوامبا (لاعب نادي العاون) - بافيتمبي غوميز (لاعب نادي الهلال) - نور الدين أمرابط (لاعب نادي النصر) - دجانيني تفاريس (لاعب نادي الأهلي) |

## الإحصائيات

### قائمة الهدافين
آخر تحديث 16 مايو 2019.
| مركز | اللاعب              | النادي     | الأهداف |
| ---- | ------------------- | ---------- | ------- |
| 1    | عبد الرزاق حمد الله | Al-Nassr   | 34*     |
| 2    | لياندر تاومبا       | Al-Taawoun | 21      |
| 2    | بافيتيمبي غوميس     | Al-Hilal   | 21      |
| 4    | دجانيني             | Al-Ahli    | 20      |
| 5    | عمر السومة          | Al-Ahli    | 19      |
| 6    | صالح خالد الشهري    | Al-Raed    | 16      |
| 7    | دانيلو أسبريلا      | Al-Fayha   | 15      |
| 8    | كريستيان خوانكا     | Al-Ettifaq | 14      |
| 9    | عبد الفتاح آدم      | Al-Taawoun | 12      |
| 10   | فهد المولد          | Al-Ittihad | 11      |

* رقم قياسي 

### قائمة الهاتريك
| اللاعب          | مع                                                              | ضد       | النتيجة | التاريخ        | م.     |
| --------------- | --------------------------------------------------------------- | -------- | ------- | -------------- | ------ |
| أحمد موسى       | النصر                                                           | القادسية | 3–0 (د) | 19 سبتمبر 2018 | [ 29 ] |
| كريستيان خوانكا | ملف:Flag green HEX-007500 green Hourse and red ball.png الاتفاق | الفيحاء  | 0-3     |                |        |

### نظافة الشباك
آخر تحديث 27 سبتمبر 2018.
| الترتيب | اللاعب         | النادي   | نظافة الشباك |
| ------- | -------------- | -------- | ------------ |
| 1       | محمد عواد      | الوحدة   | 2            |
| 1       | ماكسيم كوفال   | الفتح    | 2            |
| 1       | جاك دونكان     | القادسية | 2            |
| 4       | مليك عسله      | الوحدة   | 1            |
| 4       | فاروق بن مصطفى | الشباب   | 1            |
| 4       | علي الحبسي     | الهلال   | 1            |
| 4       | محمد العويس    | الأهلي   | 1            |
| 4       | براد جونز      | النصر    | 1            |